# Victor Judet
Pour les articles homonymes, voir Judet.
François Victor Judet, né le 30 avril 1871 à Lavaufranche (Creuse) et mort le 14 octobre 1938 à Saint-Georges-Nigremont (Creuse), est un avocat et un homme politique français.

## Biographie
Fils de Jean Judet, il fait des études à l'École centrale et obtient les diplômes d'ingénieur des Arts et Manufactures, avant de devenir avocat à la cour d'appel de Paris.
Le 7 mai 1907, son père meurt. Les sièges de maire de Lavaufranche et de député de Boussac étant laissés vacants par sa disparition, Victor Judet lui succède. Ainsi, il est élu au second tour de scrutin, le 7 juillet 1907, député radical-socialiste de la Creuse avec 5 098 voix contre 4 682 à son adversaire. À la Chambre, il commence à s'intéresser particulièrement aux questions agricoles, notamment à l'occasion de la discussion du projet de loi sur l'impôt sur le revenu, défendant des positions protectionnistes.
Réélu dès le premier tour le 24 avril 1910, avec 5 224 voix contre 3 347 et 913 à ses deux concurrents, puis le 26 avril 1914, avec 4 852 voix contre 4 466 à son adversaire, il devient « le grand spécialiste des questions agricoles ».
Il est conseiller général du canton de Boussac de 1902 à 1913.
Réélu en novembre 1919 sur une liste du Bloc des gauches réunissant républicains radicaux, radicaux-socialistes et socialistes, avec 19 945 voix sur 51 840 votants et 75 478 inscrits, il siège à la commission de l'agriculture et intervient sur les nouvelles ressources fiscales, l'alimentation de la Nation en pain et l'électrification des campagnes.
En mai 1924, il est battu avec 19 762 voix, alors qu'il est deuxième de sa liste, contre 20 029 pour son adversaire, pourtant troisième de sa liste, sur 53 028 votants. Se présentant alors aux élections sénatoriales du 8 novembre 1925, il succède à Viviani lors d'un vote serré, au troisième tour de scrutin, avec 276 voix contre 264 à son adversaire sur 633 votants. Siégeant sur les bancs de la Gauche démocratique, il entre à la commission des travaux publics mais porte l'essentiel de ses interventions sur les questions agricoles.
Réélu le 20 octobre 1929 dès le premier tour de scrutin avec 369 voix sur 624 votants, il cumule la commission de l'agriculture avec celle des travaux publics.
Il meurt en 1938, à 57 ans, d'une pneumonie, neuf jours avant les élections, auxquelles il s'était porté candidat.

## Sources
- « Victor Judet », dans le Dictionnaire des parlementaires français (1889-1940), sous la direction de Jean Jolly, PUF, 1960 [détail de l’édition]